# Prince of Persia: The Sands of Time
Prince of Persia: The Sands of Time е приключенска компютърна игра, екшън от трето лице, издадена от Ubisoft. Играта излиза на 18 ноември, 2003 и е част от серията компютърни игри за персонален компютър Prince of Persia, създадени от Джордан Мекнър през 1989, но не е продължение на оригиналната поредица за Принца.

## История
Преминавайки през Индия на път за Азад, крал Шараман и синът му – Принца на Персия, победили силния Махараджа на Индия, получавайки слава и чест. След грабежа на града и намирането на огромен пясъчен часовник, пълен с мистичен пясък и мистичена кинжал те продължили към Азад, заедно с дъщерята на махараджата – Фара. Умиращ везир, който предал махараджата и помогнал на персийския крал в замяна на държавна служба настоял да получи камата, но Шараман отказал да я вземе от сина си, който я бил намерил първи. След като му бил отказан и пясъчният часовник, който трябвало да бъде подарък за султана на Азад, Везира, който искал използвайки силата на пясъците в часовника да се направи безсмъртен бог и да получи контрол над
Времето, подмамил Принца да отвори часовника в Азад. След като Принца на Персия използвал камата за да пусне Пясъците на Времето, те унищожили кралството и превърнали всички живи същества в отвратителни пясъчни чудовища. Само Принца, Везира и Фара – отвлечената дъщеря на махараджата останали незасегнати от Пясъците, Принца, заради камата, Везира, заради жезъла си и Фара, заради медальона си.
По време на приключението си да поправи стореното, Принца се съюзява с Фара, заедно те се опитват да върнат Пясъците на Времето в часовника използвайки Кинжала на Времето, чрез който Принца има малка власт над Времето. Принца, знае че Фара има основание да го мрази, заради поробването на народа си и подозира, че тя иска да открадне Кинжала на Времето. Докато Принца спи Фара взема Камата и меча му и се опитва да върне Пясъците в часовника сама, като оставя медальона си на наследника на персийския трон. Когато Принца отново среща Фара, тя е в капан в камерата на часовника с опасност да падне и да умре. Принца и се притичва на помощ, но вместо да я хване за ръката, хваща острието на Кинжала на Времето, което му причинява огромна болка. Фара решава да му я спести и пуска дръжката на Камата и пада мъртва до часовника.
След като Принца връща Пясъците на Времето в часовника времето се връща преди битката срещу индийския махараджа. В резултат всичко случило се превръща само в спомен на Принца, в който е все още Кинжала на Времето. Той решава да намери Фара и да я предупреди за предателството на Везира, както и да ѝ даде Камата на Времето. Той разказва приключенията си като доказателство за предупреждението. След като Принца разказва историята си се изправя срещу злия Везир, който все още иска да се сдобие с Камата и вечния живот, чиито план е да убие Фара и да препише убийството на Принца на Персия.
След като побеждава Везира и предотвратява отварянето на часовника, Принца дава Камата на Времето на Фара. Тя го пита защо му е било нужно да измисля дългата история която и е разказал по-рано. Той отговаря с дълга целувка, след което връща времето точно преди нея и се съгласява, че историята е измислена. Докато си отива Фара пита Принца как се казва, на което той отговаря, че името му е Kakolookiyam – вълшебна думичка, която майката на Фара ѝ е казвала като е била дете.

## Музика
Музиката на играта е направена от Стюард Чатууд от несъществуващата вече канадска рок банда The Tea Party. Песента на финалните надписи, озаглавена Time Only Knows се изпълнява от Синди Гомез.

## Награди
Играта печели няколко награди:
- E3 2003 Game Critics Awards: Най-добра екшън/приключенска игра
- 2004 Game Developers Choice Awards: Отлични дизайн и програмиране на играта
- Electronic Gaming Monthly: 2003 Игра на Годината

## Филм
Официално е обявено че филма по играта озглавен Принцът на Персия: Пясъците на времето ще излиза през май 2010 година. Продуцира се от Джери Брукхаймър за Буена Виста Пикчърс (Buena Vista Pictures). Сценарист е Джордан Мекнер(Jordan Mechner).